# 中华人民共和国特别行政区基本法
根据中华人民共和国宪法，全国人民代表大会特制定中华人民共和国香港特别行政区、澳门特别行政区基本法，规定香港、澳门特别行政区实行的制度，以保障国家对香港、澳门的基本方针政策的实施。

## 中华人民共和国香港特别行政区基本法
《中华人民共和国香港特别行政区基本法》是香港特别行政区的宪制性文件，由全国人民代表大会根据《中华人民共和国宪法》制定通过，《基本法》规定香港特别行政区实行的制度，确保国家对香港的基本方针政策得以实施。香港特别行政区的制度和政策，包括社会、经济制度、有关保障居民基本权利和自由的制度、行政管理、立法和司法方面的制度，以及有关政策，均以《基本法》的规定为依据。

## 中华人民共和国澳门特别行政区基本法
《中华人民共和国澳门特别行政区基本法》是澳门特别行政区的宪制性文件，由全国人民代表大会根据《中华人民共和国宪法》制定通过，于1999年12月20日实施。
《基本法》规定澳门特别行政区实行的制度，确保国家对澳门的基本方针政策得以实施。澳门特别行政区的制度和政策，包括社会、经济制度、有关保障居民基本权利和自由的制度、行政管理、立法和司法方面的制度，以及有关政策，均以《基本法》的规定为依据。